# Brancaleone
Pour les articles homonymes, voir Brancaleone (homonymie).
Brancaleone est une commune italienne de la province de Reggio de Calabre, dans la région Calabre.

## Histoire
- Le parc archéologique urbain de Brancaleone Vetus.

### Communes limitrophes
Les communes limitrophes de Brancaleone sont Bruzzano Zeffirio, Palizzi et Staiti.

## Administration
| Période | Période | Identité | Étiquette | Qualité |
| ------- | ------- | -------- | --------- | ------- |
|         |         |          |           |         |

## Transports
La commune dispose d'une gare qui dessert aussi les communes de Bruzzano Zeffirio et Staiti.

## Personnalités liées à la ville
- L'écrivain Cesare Pavese a été exilé et assigné à résidence à Brancaleone durant huit mois en 1935 par l'administration fasciste.
- Francesco Fortugno, conseiller régional de Calabre, assassiné en 2005 par la 'Ndrangheta.